# Protesta contro Miss America

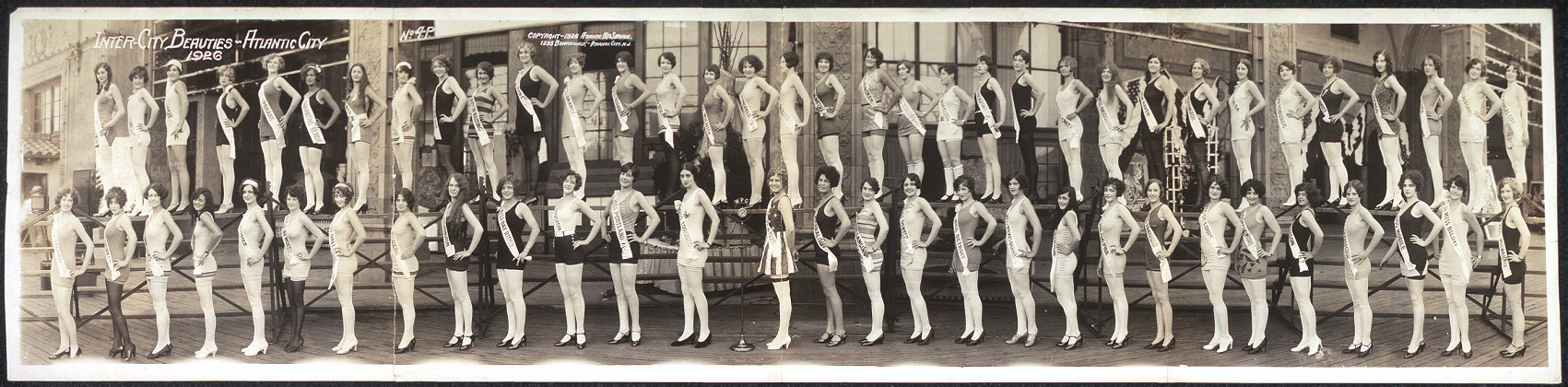
Concorrenti al Concorso Miss America, 1926

La protesta contro Miss America è stata una manifestazione promossa da circa duecento femministe e sostenitrici dei diritti civili, svoltasi il 7 settembre 1968 sul lungomare di Atlantic City in occasione del concorso di bellezza Miss America 1969.
La protesta venne organizzata dal gruppo New York Radical Women (NYRW) e comprese come atto simbolico l'installazione di una "pattumiera della libertà" nella quale vennero gettati numerosi indumenti e oggetti simbolici femminili (reggiseni, lacca per capelli, trucco, guaine, corsetti, ciglia finte, spazzoloni, pentole e altri oggetti). Contemporaneamente, all'interno della sala del concorso, venne esposto un grande striscione con la scritta "Women's Liberation", che attrasse l'attenzione dei media di tutto il mondo, e soprattutto degli Stati Uniti, sul movimento di liberazione delle donne.
La giornalista Lindsy Van Gelder rilevò in un articolo del New York Post un'analogia tra le manifestanti femministe che gettavano i reggiseni nei bidoni della spazzatura e i manifestanti che protestavano contro la guerra del Vietnam bruciando le loro cartoline.
La manifestazione contribuì a portare il movimento di liberazione delle donne nella coscienza nazionale americana e rese le sue rivendicazioni e gli standard di bellezza argomenti di discussione nazionale, mentre il "rogo dei reggiseni", in realtà mai avvenuto, venne permanentemente associato all'evento e alle femministe, da allora soprannominate "bra burners".
Alcuni storici assegnano a questa protesta l'inizio della seconda ondata del femminismo.

## Origini

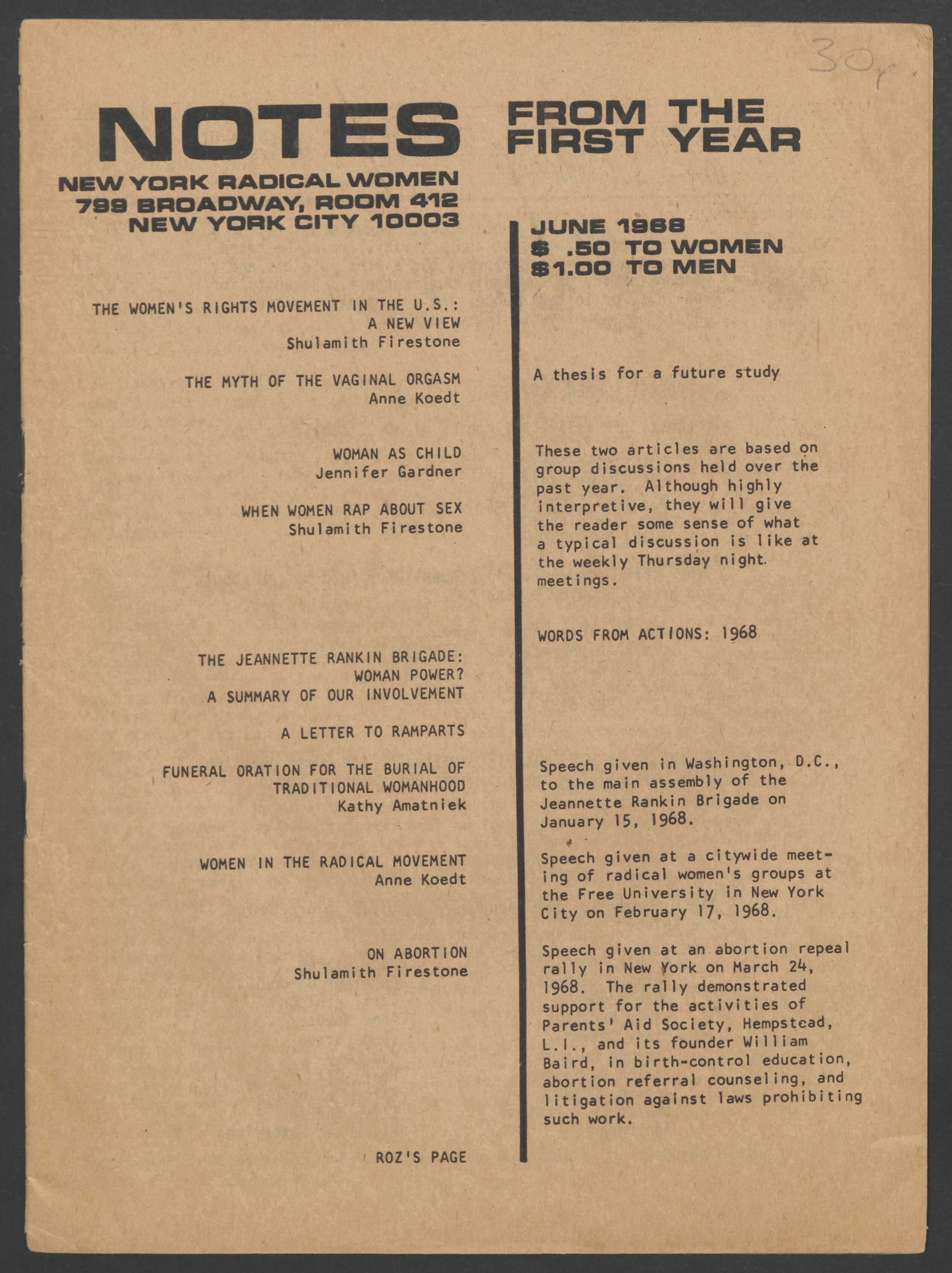
Copertina di Notes (1968), la rivista del New York Radical Women

New York Radical Women (NYRW) era un gruppo di donne attive nel movimento per i diritti civili, nella nuova sinistra e nei movimenti contro la guerra. Il gruppo venne costituito nell'autunno del 1967 dall'ex star televisiva Robin Morgan, dalla giornalista Carol Hanisch, dalle attiviste Shulamith Firestone e Pam Allen.
La loro prima azione pubblica fu una marcia femminile contro la guerra del Vietnam svoltasi il 15 gennaio 1968, dedicata a Jeannette Rankin, una fervente pacifista, prima donna eletta alla Camera dei rappresentanti degli Stati Uniti.
Hanisch avrebbe in seguito precisato di aver avuto l'idea di prendere di mira il concorso di Miss America dopo aver assistito al film femminista, Schmearguntz, nel quale venivano portate ad esempio le immagini delle concorrenti mentre sfilavano sulla rampa in costume da bagno e venivano giudicate per il loro aspetto fisico, per dimostrare come gli standard di bellezza femminile fossero impiegati per opprimere le donne. "Mi ha fatto pensare che protestare contro il concorso poteva essere un buon modo per lanciare il movimento nella coscienza pubblica", ha sostenuto Hanisch. "Perché fino a questo momento non avevamo ancora fatto molte azioni. Eravamo un movimento molto piccolo. È stata una cosa coraggiosa da fare. Miss America era questa icona della "torta americana". Chi avrebbe osato criticarla?".
Il gruppo decise quindi di fare proprie le tecniche utilizzate con successo dal movimento per i diritti civili e dal teatro politico, adattandole alla nuova lotta per la liberazione delle donne.

### Scopo
Il 29 agosto 1968 Morgan, con una lettera al sindaco della città, chiese il permesso di svolgere una protesta contro un concorso che puntava l'attenzione più sul corpo delle donne che sul loro cervello, "sulla giovinezza piuttosto che sulla maturità, e sul mercato piuttosto che sull'umanità".

### Organizzatori e partecipanti
Nella sua richiesta Morgan indicò come promotore della protesta la sigla "Women's Liberation", una "coalizione libera di piccoli gruppi e individui". Fu l'organizzatrice chiave della protesta; il gruppo di consulenti indicato nella domanda era il Media Workshop di Florynce Kennedy, un gruppo di attivisti da lei fondato nel 1966 per protestare contro la rappresentazione mediatica degli afroamericani.
Fra gli altri membri di New York Radical Women coinvolti nella protesta e nella documentazione dell'evento vi erano Kathy Barrett, della compagnia di "guerrilla theater" Pageant Players; Bev Grant, una musicista, regista e fotografa di Newsreel, che girò filmati e scattò foto delle proteste e del concorso; Peggy Dobbins, un'artista e attivista, che richiamò l'attenzione della gente in strada impersonando un imbonitore che metteva all'asta Miss America, rappresentata da un pupazzo da lei realizzato a grandezza naturale, ripetendo a gran voce: "Signore, ragazzi, fatevi avanti. Quanto offrite per questo pezzo n. 1 di prima proprietà americana? Canta in cucina, canticchia alla macchina da scrivere, fa le fusa a letto."
I partecipanti provenivano anche dalla National Organization for Women, dalla femminista Jeannette Rankin Brigade e dall'American Civil Liberties Union. Venne esclusa la presenza di uomini dalla manifestazione e dichiarato che sarebbero state rifiutate interviste a giornalisti maschi.
Il comunicato stampa per l'evento conteneva riferimenti che superavano i confini del movimento, maturato nell'area della sinistra pacifista e della controcultura: "Miss America l'anno scorso è andata in Vietnam per incoraggiare e convincere i nostri mariti, padri, figli e fidanzati a morire e uccidere con uno spirito migliore".

## Evento di protesta

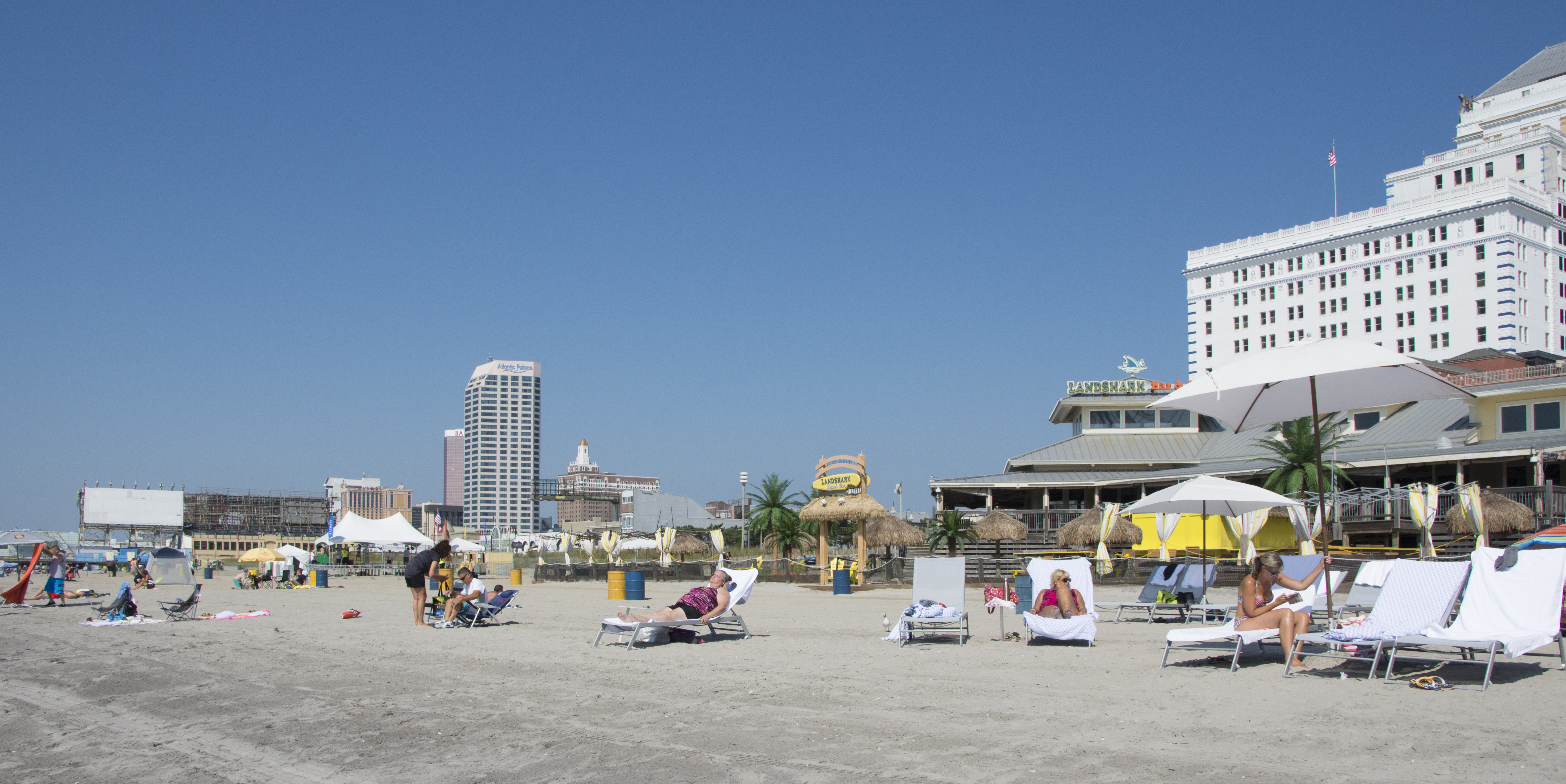
Spiaggia di Atlantic City, New Jersey

### Lungomare di Atlantic City
Il 7 settembre 1968 una decina di appartenenti al gruppo New York Radical Women (NYRW), a cui si aggiunsero, grazie al passaparola, qualche centinaio di femministe di New York City, Florida, Boston, Detroit e New Jersey, raggiunsero Atlantic City a bordo di auto e autobus noleggiati. Riunitesi sul lungomare, all'esterno dell'edificio in cui si svolgeva il concorso di Miss America, iniziarono la loro protesta contro quello che definirono "il simbolo degradante della ragazzina senza cervello" e le aspettative di bellezza normative della società statunitense.
Manifestarono con cartelli, distribuirono volantini, compreso quello intitolato Mai più Miss America. Incoronarono una pecora viva, paragonando il concorso di bellezza alle gare di bestiame delle fiere di contea e includendo l'illustrazione dell'immagine di una donna marchiata su una coscia come un manzo.

### Bidone della libertà
Le manifestanti gettarono in un "bidone della spazzatura della libertà" una serie di prodotti femminili che includevano stracci, pentole e padelle, copie di riviste Cosmopolitan e Playboy, ciglia finte, scarpe col tacco alto, bigodini, lacca per capelli, trucco, corsetti e reggiseni, oggetti da loro chiamati "strumenti di tortura femminile", esempio di ciò che esse percepivano essere una forma di femminilità forzata.

Le partecipanti alla protesta ritenevano la sfilata delle Miss e i suoi simboli una forma di oppressione femminile; denunciarono l'enfasi riposta su uno standard arbitrario di bellezza e si dissero contrarie all'etichettatura e allo sfruttamento della "ragazza più bella d'America". Sarachild, una delle organizzatrici della protesta, riferì che "una folla enorme si radunò per il picchettaggio. La gente ci strappava i volantini dalle mani."

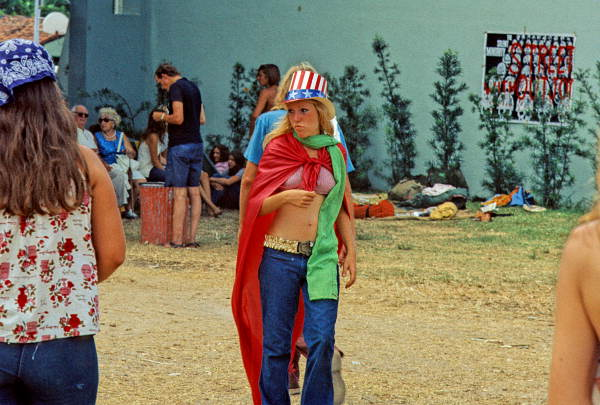
Una donna protesta contro "Miss America" durante il Convention Repubblicana del 1972 a Miami, Florida

### Protesta all'interno del concorso
Oltre a gettare gli oggetti nel bidone della spazzatura e distribuire i volantini all'esterno, quattro manifestanti, tra cui Kathie Sarachild e Carol Hanisch, acquistarono i biglietti ed entrarono nella sala. Mentre la Miss America uscente del 1968, Debra Barnes Snodgrass, stava pronunciando il suo discorso di addio, le donne dispiegarono uno striscione con la scritta "Liberazione delle donne" e iniziarono a scandire lo stesso slogan e "Mai più Miss America!" Riuscirono a gridare gli slogan una mezza dozzina di volte prima di essere portate via dalla polizia. Sebbene le telecamere dell'evento le avessero ignorate, i giornali di tutto il paese riportarono la notizia della protesta. "Penso che abbiamo reso la frase 'liberazione delle donne' uno slogan popolare", commentò Sarachild.
La Miss America uscente Snodgrass affermò che le manifestanti stavano sminuendo il duro lavoro di migliaia di concorrenti che frequentavano la scuola e che si erano impegnate molto per sviluppare i loro talenti.

## Origine del "bruciare il reggiseno"

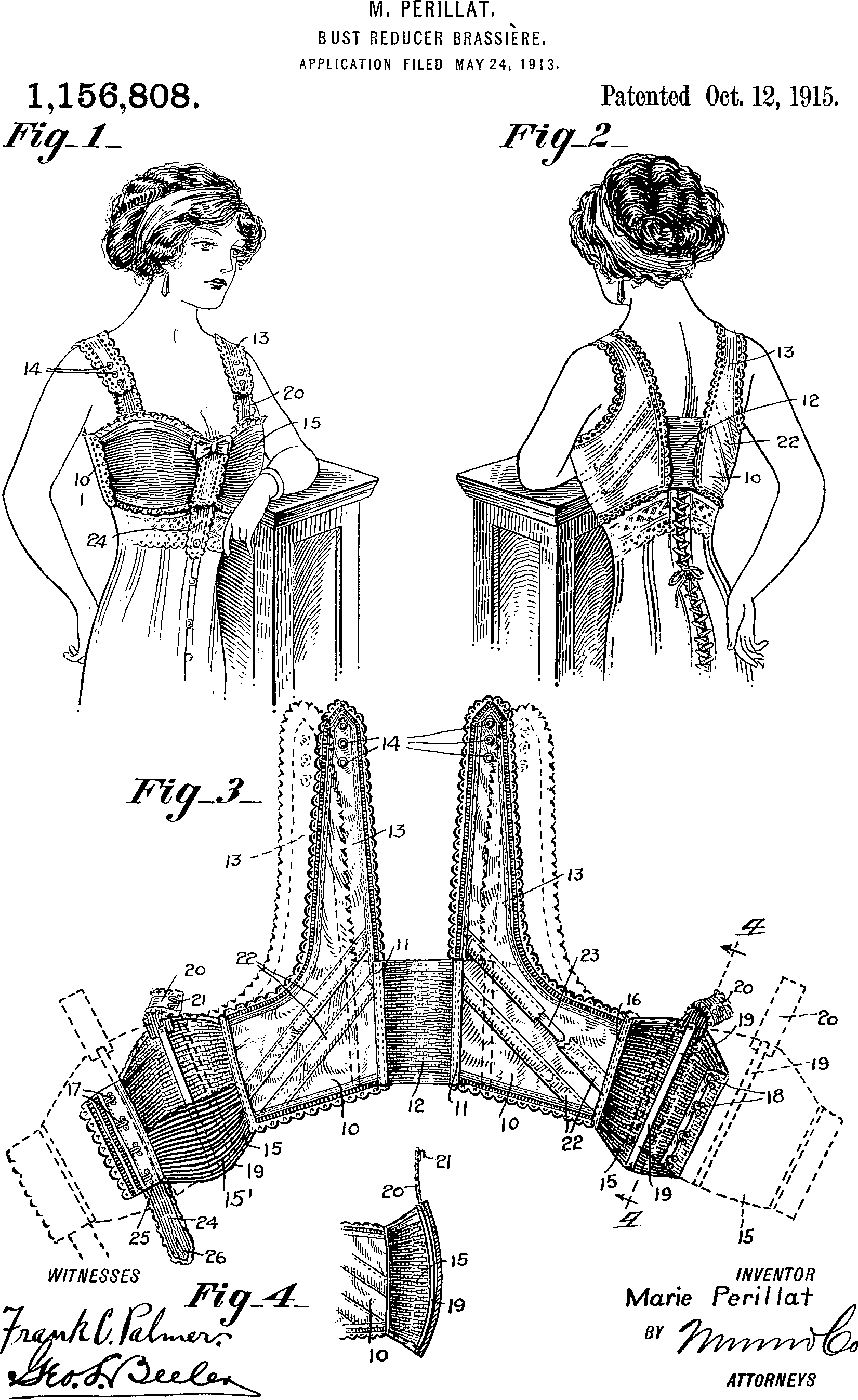
Reggiseno del 1913, brevetto USA 1156808

L'uso teatrale e simbolico di un bidone della spazzatura per gettare al macero oggetti femminili attirò l'attenzione dei media. L'organizzatrice della protesta Carol Hanisch disse che le attiviste avevano intenzione di bruciare parte del contenuto, ma che la polizia lì presente non lo avrebbe permesso.
Un resoconto di Lindsy Van Gelder sul New York Post dal titolo Bra Burners e Miss America, tracciò un'analogia tra la protesta femminista e i manifestanti della guerra del Vietnam che bruciavano le cartoline di leva e nominò per prima l'incendio dei reggiseni.
Nonostante le femministe presenti avessero negato di aver bruciato alcunché o di essersi tolte questo indumento, un articolo pubblicato sull'Atlantic City Press, dal titolo Boardwalk blitz di Bra-burners, avrebbe riportato: "Mentre i reggiseni, le guaine, le imbottiture, i bigodini e copie di riviste femminili popolari bruciavano nel Freedom Trash Can, la manifestazione raggiunse l'apice del ridicolo quando le partecipanti fecero sfilare un piccolo agnello che indossava uno striscione d'oro con la scritta Miss America".
Da quel momento il legame tra femminismo e l'atto di "bruciare i reggiseni" venne frequentemente presentato dalla stampa in termini caricaturali, così come nella cultura popolare questo binomio rimase indissolubilmente collegato.
Alcune studiose ritengono che tale associazione abbia avuto conseguenze negative sul femminismo, suscitando in diverse donne una reazione di ostilità; è stato anche sostenuto che la notizia del rogo dei reggiseni sarebbe stata diffusa volutamente dalla stampa per denigrare le manifestanti e banalizzare gli obbiettivi del movimento di liberazione delle donne.
L'autrice e femminista Bonnie J. Dow ha suggerito che il mito dell'incendio dei reggiseni, diffuso da persone antifemministe, volesse indurre le persone a credere che il vero interesse delle donne non fosse riposto nella libertà dal sessismo, ma nell'affermazione di se stesse come esseri sessuali, di mostrarsi "alla moda e di attrarre gli uomini".

### Precedente storico
Il tropo del bruciare i reggiseni faceva eco a una precedente generazione di femministe che chiedevano di bruciare i corsetti come un passo verso la liberazione. Nel 1873 Elizabeth Stuart Phelps Ward scrisse:

### Niente più Miss America!
(Morgan Robin, Word of a Woman: Feminist Dispatches, 1968-1992)

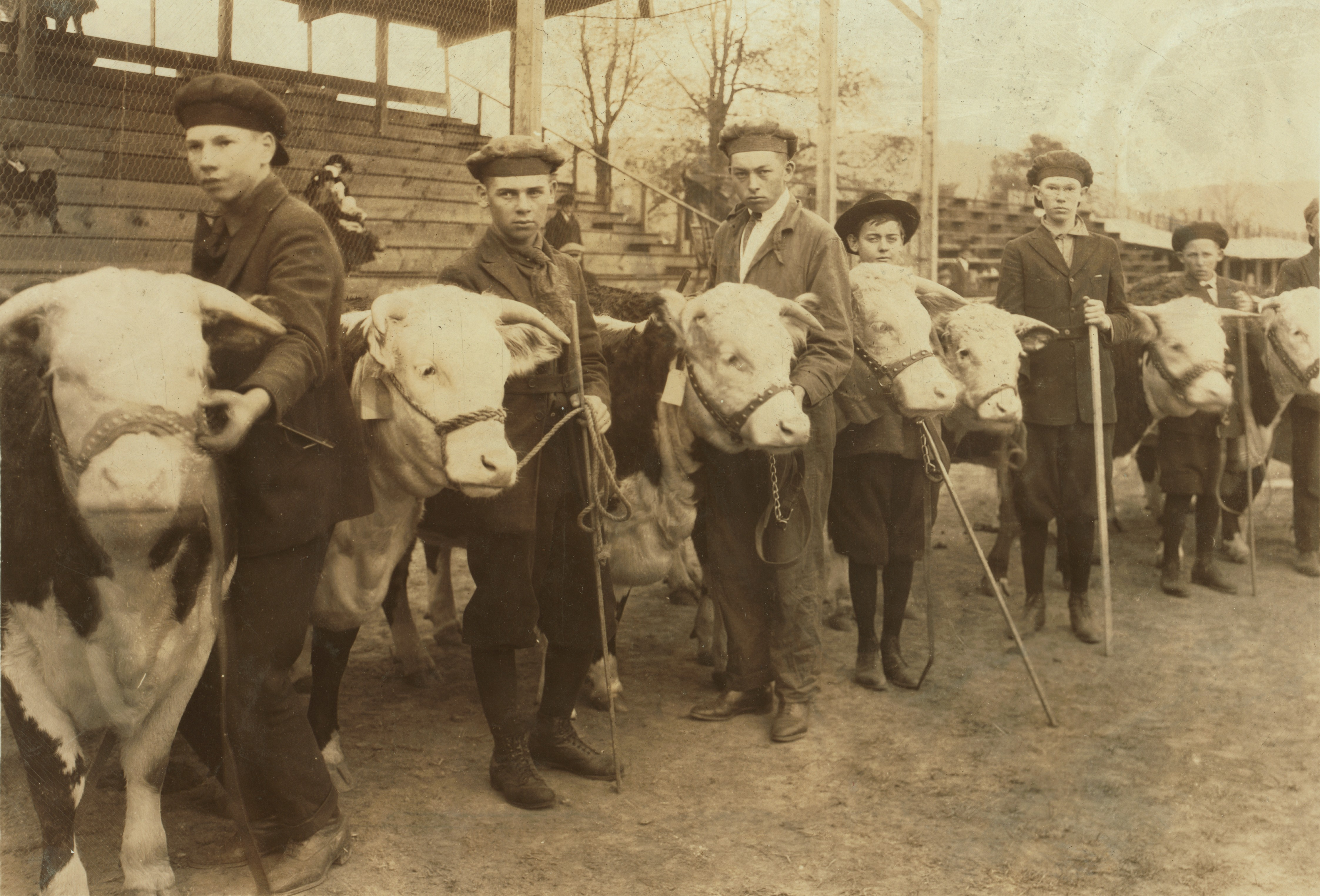
Ragazzi che mostrano giovenche premiate a una fiera 4-H a Charleston, West Virginia, 1921

Le organizzatrici della protesta produssero un comunicato stampa prima dell'evento che venne successivamente trasformato in un opuscolo intitolato Mai più Miss America! che incoraggiava le donne a "rivendicare il proprio corpo".
Scritto dall'attrice e poetessa Robin Morgan, elencava dieci caratteristiche del concorso di Miss America ritenute degradanti per il genere femminile. L'autrice sostenne che le concorrenti del concorso incarnavano il simbolo umiliante della "Donna imbecille con le tette" (Jerk Woman with Boobs) e paragonò la sfilata in passerella con la fiera della contea del Club 4-H, dove gli animali venivano giudicati per denti, pelo, toelettatura, e dove il miglior esemplare veniva premiato con il nastro blu. Sin dal suo inizio nel 1921, solo i concorrenti caucasici erano stati accettati come finalisti, e quindi Morgan definì il concorso di Miss America "Razzismo con le rose". Criticò il tour delle "cheerleader" intrapreso dalla vincitrice per visitare le truppe in paesi stranieri definendolo "Miss America come mascotte della morte militare". Il suo sostegno alle truppe personificava, a suo avviso, "l'immacolata femminilità americana patriottica per cui i nostri ragazzi stanno combattendo".
Sostenne che Miss America era uno spot pubblicitario ambulante per gli sponsor del concorso; deplorò la malattia competitiva "vinci o sei inutile", definita "una concorrenza truccata senza regole" e denunciò l'uso delle donne "come tema obsoleto della cultura pop", che prevedeva la promozione di donne giovani, succose e malleabili, scartate ogni anno, dopo la selezione di una nuova vincitrice.
Paragonò il concorso al paginone centrale di Playboy descrivendolo come "l'imbattibile combinazione Madonna-puttana". Accusò il concorso - chiamato "l'irrilevante corona sul trono della mediocrità - di incoraggiare le donne inoffensive, blande e apolitiche, ignorando caratteristiche come personalità, eloquenza, intelligenza e impegno. Mentre il concorso di Miss America veniva dipinto come il sogno dii ogni ragazza, i ragazzi venivano incoraggiati a crescere per diventare Presidente degli Stati Uniti. Gli uomini venivano giudicati dalle loro azioni, le donne dall'aspetto.
Morgan scrisse che il concorso puntava al lavaggio del cervello, creando l'illusione di "Miss America come la sorella maggiore che veglia su di te" e tentando nello stesso tempo di schiavizzare le donne in ruoli con tacchi alti e ruoli di inferiorità, trattando le ragazze come animali da shopping.
Non più Miss America! fu il primissimo opuscolo pubblico dell'epoca a condividere gli ideali del movimento; le critiche sollevate nell'opuscolo descrivevano a anticipavano questioni con cui le donne avrebbero dovuto misurarsi nella loro battaglia per l'uguaglianza.

## Protesta per i diritti civili

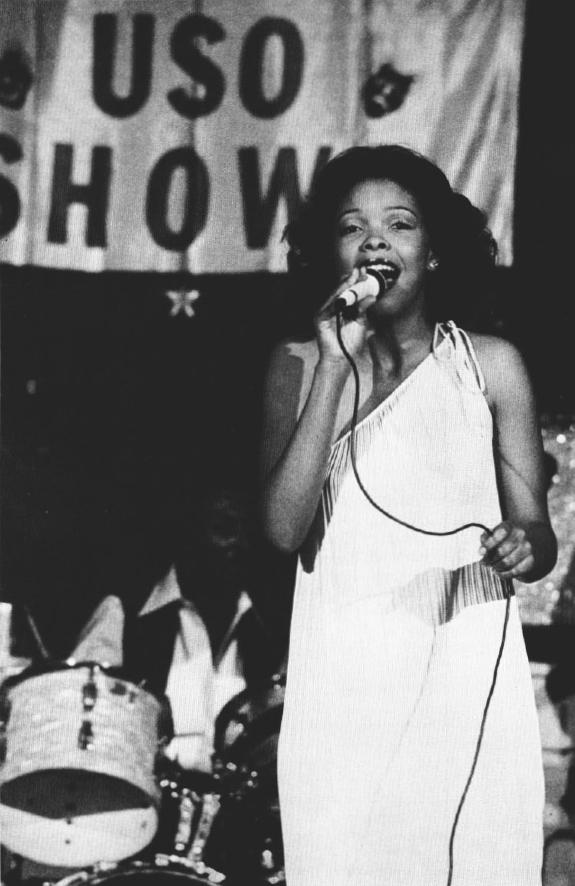
Miss Black America 1977

Sempre il 7 settembre 1968, ad Atlantic City, ebbe luogo una manifestazione separata per i diritti civili sotto forma di un concorso di bellezza. Afroamericani e attivisti per i diritti civili si riunirono per incoronare la prima Miss Black America. La vincitrice, la diciannovenne nativa di Filadelfia Saundra Williams, era stata attiva sulla scena dei diritti civili prima della competizione. Come studentessa al Maryland State College, contribuì a organizzare il Black Awareness Movement con i suoi compagni di classe e organizzò un sit-in in un ristorante locale, che si era rifiutato di servire gli afroamericani.
Nata da una famiglia della classe media, aspirava a una carriera nel lavoro sociale e nell'assistenza all'infanzia. Così spiegò la sua motivazione a partecipare al concorso:
Il concorso, organizzato dall'attivista per i diritti civili J. Morris Anderson, si tenne al Ritz Carlton, a pochi isolati dalla Convention Hall, dove la sera stessa si svolse il concorso di Miss America. Le concorrenti di Miss Black America, prima della competizione, viaggiarono in un corteo di auto decappottabili per le strade di Atlantic City e furono accolte con applausi, soprattutto dai membri della comunità nera.
La protesta di Miss Black America e la protesta del NYRW furono guidate da motivazioni fondamentalmente diverse. Il NYRW protestò contro l'idea stessa degli standard di bellezza e il concorso che li sosteneva. Le manifestanti di Miss Black America non avevano rimostranze con l'idea degli standard di bellezza, ma con il fatto che favorivano fortemente le donne bianche. Mentre il NYRW voleva smantellare l'intera idea di bellezza, le manifestanti di Miss Black America volevano espandere le nozioni di bellezza per includere tutte le razze.
La manifestante e organizzatrice femminista Robin Morgan dichiarò: "Deploriamo Miss Black America tanto quanto Miss White America, ma comprendiamo la questione razziale che vi è coinvolta".